# Li Xiuchen
Det här är en artikel om en person med kinesiskt personnamn; Li är familjenamnet.
Li Xiuchen, född 30 januari 2001, är en kinesisk konstsimmare.

## Karriär
I februari 2024 vid VM i Doha var Li en del av Kinas lag som tog guld i det fria lagprogrammet. Vid VM 2025 i Singapore var hon en del av Kinas lag som tog guld i både det fria och tekniska lagprogrammet.